# Tour d'Italie 1955
La 38e édition du Tour d'Italie s'est élancée de Milan le 14 mai 1955 et est arrivée à Milan le 5 juin. Ce Giro a été remporté par l'Italien Fiorenzo Magni, avec 13 secondes d'avance sur le quintuple vainqueur Fausto Coppi.

## L'échappée Magni-Coppi décisive
Magni a gagné la course lors de la vingtième et avant-dernière étape, entre Trente et San Pellegrino, après une échappée avec Fausto Coppi qui remporte l'étape. Il a repris cinq minutes et le maillot rose à Gastone Nencini. C'est son troisième succès dans l'épreuve. Fausto Coppi, deuxième de ce Giro à 13 secondes seulement dira :  « J’aurais pu lui reprendre ces secondes dans le final de l’étape, mais je considérais ça déloyal. Magni, au cours de notre échappée, avait fourni la plus grosse part du travail. ».

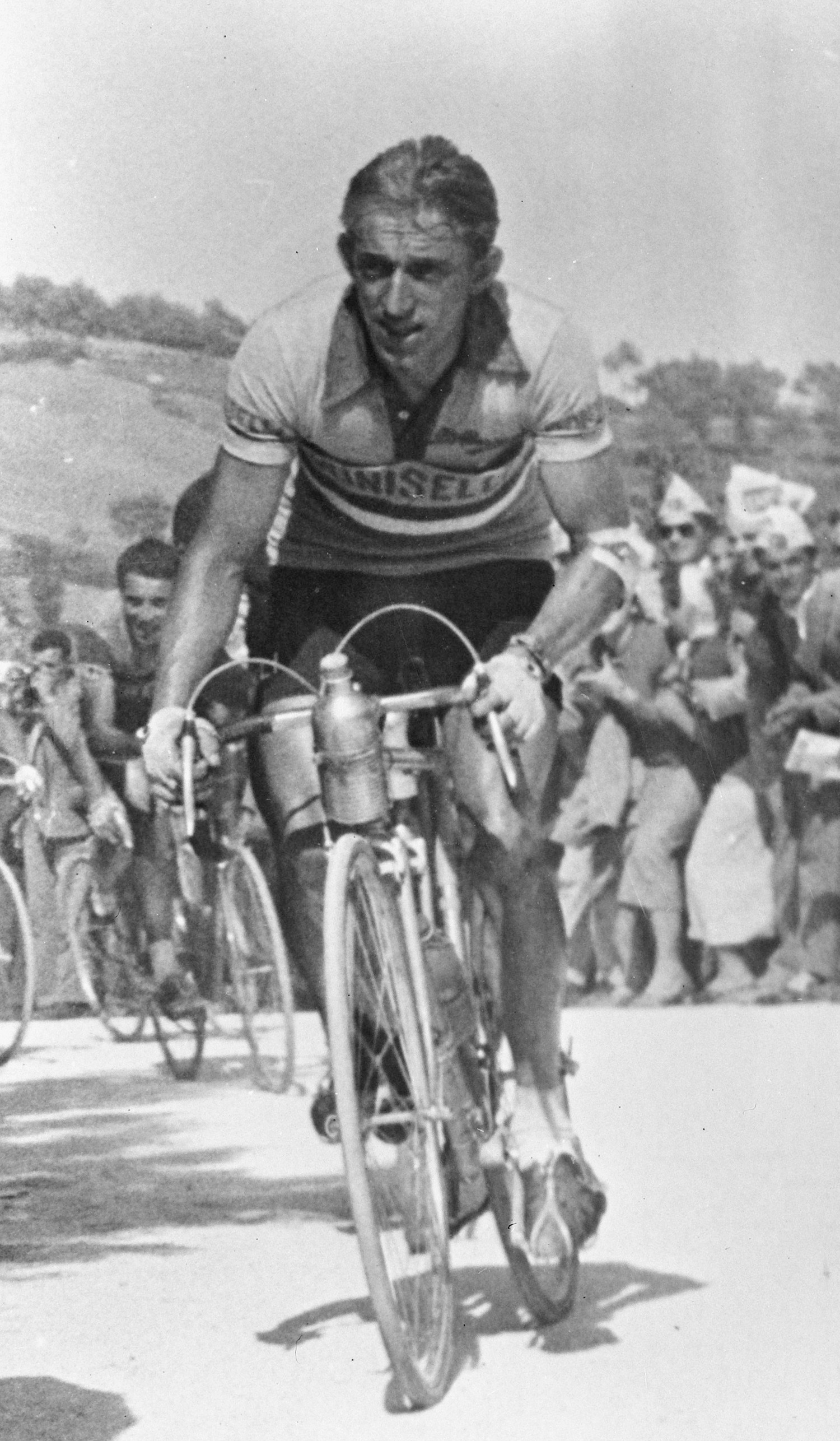
Le Hollandais Wout Wagtmans, 9e du Giro 1955.

## Anecdote
Dans le Giro 1955, Raphaël Géminiani est entré dans l’histoire en devenant le premier Français à s’emparer du maillot rose de leader. Il a passé trois jours en rose, de la 12e à la 14e étape.

## Équipes participantes
| N.    | Code | Équipe       |
| ----- | ---- | ------------ |
| 1-7   | FAE  | Faema-Guerra |
| 8-14  | GIR  | Girardengo   |
| 15-21 | FRA  | France       |
| 22-28 | DON  | Doniselli    |
| 29-35 | IGN  | Ignis        |
| 36-42 | BIA  | Bianchi      |
| 43-49 | LEG  | Legnano      |

| N.    | Code | Équipe         |
| ----- | ---- | -------------- |
| 50-56 | ATA  | Atala          |
| 57-63 | FRE  | Frejus         |
| 64-70 | TOR  | Torpado        |
| 71-77 | WEL  | Welter         |
| 78-84 | CHL  | Leo Chlorodont |
| 85-91 | ARB  | Arbos          |
| 92-98 | NIV  | Nivea          |

## Classement général
| Classement général final |                   |
| --- | ----------------- |
| \| 1. Fiorenzo Magni \| 108 h 56 min 13 s \| \| 2. Fausto Coppi \| à 13 s \| \| 3. Gastone Nencini \| à 4 min 08 s \| \| 4. Raphaël Géminiani \| à 4 min 51 s \| \| 5. Agostino Coletto \| à 7 min 19 s \| \| 6. Aldo Moser \| à 8 min 01 s \| \| 7. Pasquale Fornara \| à 9 min 16 s \| \| 8. Salvador Botella \| à 14 min 10 s \| \| 9. Wout Wagtmans \| à 16 min 03 s \| \| 10. Hugo Koblet \| à 20 min 16 s \| \| 98 partants, 86 classés \| \| |                   |
| 1. Fiorenzo Magni | 108 h 56 min 13 s |
| 2. Fausto Coppi | à 13 s            |
| 3. Gastone Nencini | à 4 min 08 s      |
| 4. Raphaël Géminiani | à 4 min 51 s      |
| 5. Agostino Coletto | à 7 min 19 s      |
| 6. Aldo Moser | à 8 min 01 s      |
| 7. Pasquale Fornara | à 9 min 16 s      |
| 8. Salvador Botella | à 14 min 10 s     |
| 9. Wout Wagtmans | à 16 min 03 s     |
| 10. Hugo Koblet | à 20 min 16 s     |
| 98 partants, 86 classés |                   |

## Étapes
| Étape     | Date   | Villes étapes                 | km         | Vainqueur d'étape   | Leader du classement général |
| 1re étape | 14 mai | Milan – Turin                 | 163        | Guido Messina       | Guido Messina                |
| 2e étape  | 15 mai | Turin - Cannes                | 243        | Fiorenzo Magni      | Fiorenzo Magni               |
| 3e étape  | 16 mai | Cannes - San Remo             | 123        | Nino Defilippis     | Fiorenzo Magni               |
| 4e étape  | 17 mai | San Remo - Acqui Terme        | 192        | Alessandro Fantini  | Fiorenzo Magni               |
| 5e étape  | 18 mai | Acqui Terme - Gênes           | 170        | Giancarlo Astrua    | Fiorenzo Magni               |
| 6e étape  | 19 mai | Gênes - Lido d'Albaro         | 18 (clm/é) | Torpado             | Fiorenzo Magni               |
| 7e étape  | 20 mai | Gênes - Viareggio             | 164        | Giovanni Corrieri   | Fiorenzo Magni               |
| 8e étape  | 22 mai | Viareggio - Pérouse           | 260        | Rino Benedetti      | Fiorenzo Magni               |
| 9e étape  | 23 mai | Pérouse - Rome                | 174        | Gastone Nencini     | Fiorenzo Magni               |
| 10e étape | 24 mai | Rome - Rome                   | 207        | Bernardo Ruiz       | Bruno Monti                  |
| 11e étape | 25 mai | Rome – Naples                 | 242        | Vincenzo Zucconelli | Bruno Monti                  |
| 12e étape | 26 mai | Naples - Scanno               | 216        | Gastone Nencini     | Raphaël Géminiani            |
| 13e étape | 27 mai | Scanno - Ancona               | 251        | Giorgio Albani      | Raphaël Géminiani            |
| 14e étape | 28 mai | Ancona - Cervia               | 173        | Giuseppe Minardi    | Raphaël Géminiani            |
| 15e étape | 29 mai | Cervia - Ravenne              | 50 (clm)   | Pasquale Fornara    | Gastone Nencini              |
| 16e étape | 30 mai | Ravenne - Lido di Jesolo      | 245        | Rino Benedetti      | Gastone Nencini              |
| 17e étape | 31 mai | Lido di Jesolo - Trieste      | 150        | Alessandro Fantini  | Gastone Nencini              |
| 18e étape | 2 juin | Trieste - Cortina d'Ampezzo   | 236        | Angelo Conterno     | Gastone Nencini              |
| 19e étape | 3 juin | Cortina d'Ampezzo - Trente    | 227        | Jean Dotto          | Gastone Nencini              |
| 20e étape | 4 juin | Trente - San Pellegrino Terme | 216        | Fausto Coppi        | Fiorenzo Magni               |
| 21e étape | 5 juin | San Pellegrino Terme - Milan  | 141        | Hugo Koblet         | Fiorenzo Magni               |

## Classements annexes
| Classement de la montagne | Gastone Nencini  | 7 points |
| Deuxième                  | José Serra Gil   | 6 points |
| Troisième                 | Bruno Monti      | 4 points |
|                           | Antonio Gelabert | 4 points |
| Classement par équipes    | Atala            | ?        |
| Deuxième                  | ?                | ?        |
| Troisième                 | ?                | ?        |

## Liste des coureurs
| Faema Suisse | Girardengo Belgique | France |
| - 1 Carlo Clerici (Sui) 26e - 2 Hugo Koblet (Sui) 10e - 3 Emilio Croci-Torti (Sui) 69e - 4 Remo Pianezzi (Sui) 66e - 5 Max Schellenberg (Sui) 83e - 6 Fausto Lurati (Sui) 54e - 7 Otto Meili (Sui) 79e                         | - 8 Jozef Schils (Bel) ab - 9 Désiré Keteleer (Bel) 59e - 10 Roger Decock (Bel) 73e - 11 Karel Borgmans (Bel) ab - 12 Robert Vanderstockt (Bel) 76e - 13 Rik Van Looy (Bel) ab - 14 Henri Van Kerckhove (Bel) ab       | - 15 Raphaël Géminiani (Fra) 4e - 16 Jean Dotto (Fra) 17e - 17 Nello Lauredi (Fra) 14e - 18 Louis Caput (Fra) 68e - 19 Georges Decaux (Fra) 86e - 20 Vincent Vitetta (Fra) 74e - 21 Lucien Lazaridès (Fra) 45e        |
| Doniselli Hollande | Ignis Espagne | Bianchi |
| - 22 Wout Wagtmans (Hol) 9e - 23 Gerrit Voorting (Hol) 31e - 24 Hein Van Breenen (Hol) 11e - 25 Thijs Roks (Hol) 81e - 26 Jules Maenen (Hol) ab - 27 Daan De Groot (Hol) 53e - 28 Antoon Van Oers (Hol) ab                     | - 29 Bernardo Ruiz (Esp) 28e - 30 Salvador Botella (Esp) 8e - 31 José Serra Gil (Esp) 60e - 32 Antonio Gelabert (Esp) 46e - 33 Vicente Iturat (Esp) 32e - 34 Juan Escolá (Esp) 84e - 35 Gabriel Saura (Esp) 78e        | - 36 Fausto Coppi (Ita) 2e - 37 Michele Gismondi (Ita) 13e - 38 Stefano Gaggero (Ita) 40e - 39 Riccardo Filippi (Ita) 37e - 40 Giuseppe Favero (Ita) 50e - 41 Ettore Milano (Ita) 58e - 42 Andrea Carrea (Ita) 33e    |
| Legnano | Atala | Frejus |
| - 43 Giuseppe Minardi (Ita) 24e - 44 Giorgio Albani (Ita) 39e - 45 Franco Aureggi (Ita) 64e - 46 Tranquillo Scudellaro (Ita) 34e - 47 Nello Fabbri (Ita) 23e - 48 Vincenzo Zucconelli (Ita) 61e - 49 Fiorenzo Crippa (Ita) 75e | - 50 Giancarlo Astrua (Ita) 16e - 51 Bruno Monti (Ita) 12e - 52 Adolfo Grosso (Ita) 42e - 53 Luciano Pezzi (Ita) 48e - 54 Alessandro Fantini (Ita) 15e - 55 Danilo Barozzi (Ita) 38e - 56 Aurelio Del Rio (Ita) 52e    | - 57 Agostino Coletto (Ita) 5e - 58 Guido Messina (Ita) 47e - 59 Vincenzo Rossello (Ita) 41e - 60 Emilio Ciolli (Ita) 29e - 61 Marcello Ciolli (Ita) ab - 62 Remo Bartalini (Ita) ab - 63 Mario Gervasoni (Ita) 63e   |
| Torpado | Welter | leo |
| - 64 Nino Defilippis (Ita) 51e - 65 Angelo Conterno (Ita) 18e - 66 Giovanni Pettinati (Ita) 80e - 67 Aldo Moser (Ita) 6e - 68 Cleto Maule (Ita) ab - 69 Aldo Zuliani (Ita) 67e - 70 Remo Fornasiero (Ita) ab                   | - 71 Primo Volpi (Ita) 36e - 72 Marcello Pellegrini (Ita) 62e - 73 Guido Boni (Ita) 19e - 74 Valerio Chiarlone (Ita) 30e - 75 Roberto Falaschi (Ita) ab - 76 Sergio Ferrando (Ita) 71e - 77 Giuliano Martino (Ita) 43e | - 78 Pasquale Fornara (Ita) 7e - 79 Rino Benedetti (Ita) 49e - 80 Giuseppe Buratti (Ita) ab - 81 Gastone Nencini (Ita) 3e - 82 Walter Serena (Ita) 44e - 83 Pietro Giudici (Ita) 25e - 84 Eugenio Bertoglio (Ita) 35e |
| Arbos | Nivea | |
| - 85 Mauro Gianneschi (Ita) 65e - 86 Nino Assirelli (Ita) 55e - 87 Giovanni Corrieri (Ita) 77e - 88 Gilberto Dall’Agata (Ita) 57e - 89 Lido Sartini (Ita) 56e - 90 Luciano Ciancola (Ita) 82e - 91 Pietro Nascimbene (Ita) 70e | - 92 Fiorenzo Magni (Ita) 1e - 93 Mario Baroni (Ita) 20e - 94 Silvio Pedroni (Ita) 21e - 95 Pierino Baffi (Ita) 22e - 96 Alfredo Martini (Ita) 27e - 97 Donato Piazza (Ita) 72e - 98 Angelo Coletto (Ita) 85e          | |

## Sources
- (nl) Cet article est partiellement ou en totalité issu de l’article de Wikipédia en néerlandais intitulé « Ronde van Italië 1955 » (voir la liste des auteurs).